# Begonia umbraculifera
Espèce
Begonia umbraculifera est une espèce de plantes de la famille des Begoniaceae. Ce bégonia est originaire du Brésil. L'espèce fait partie de la section Pritzelia. Elle a été décrite en 1896 par Joseph Dalton Hooker (1817-1911). L'épithète spécifique umbraculifera vient du latin umbraculifer, et signifie « à ombrelle ».

## Répartition géographique
Cette espèce est originaire du pays suivant : Brésil.